# 1750
1750 (MDCCL) je bilo navadno leto, ki se je po gregorijanskem koledarju začelo na četrtek, po 11 dni počasnejšem julijanskem koledarju pa na ponedeljek.
Nekatere organizacije, kot je Medvladni odbor za podnebne spremembe, uporabljajo 1750 kot izhodiščno leto za konec predindustrijske dobe.

## Rojstva
- 16. marec - Caroline Lucretia Herschel, nemško-angleška astronomka († 1848)

## Smrti
- 28. julij - Johann Sebastian Bach, nemški skladatelj (* 1685)